# Eva Grieco
Pour les articles homonymes, voir Grieco.
 (juin 2025).
Si vous disposez d'ouvrages ou d'articles de référence ou si vous connaissez des sites web de qualité traitant du thème abordé ici, merci de compléter l'article en donnant les références utiles à sa vérifiabilité et en les liant à la section « Notes et références ».
Eva Grieco, née le 13 septembre 1984 à Rome dans la région du Latium en Italie, est une actrice et danseuse italienne.

## Biographie
Eva Grieco naît en 1984 à Rome. À partir de 1995, elle intègre la compagnie du Teatro dell'Opera di Roma et se produit dans le spectacle Balletto Fellini.
En 1997, elle est choisie par le réalisateur Roberto Faenza pour interpréter le rôle de la jeune sourde et muette Marianna Ucrìa à l'âge enfant dans le film La Vie silencieuse de Marianna Ucria (Marianna Ucrìa) réalisé d'après le roman La lunga vita di Marianna Ucrìa de la romancière Dacia Maraini. C'est l'actrice française Emmanuelle Laborit qui incarne Marianna Ucrìa à l'âge adulte. Pour ce rôle, Grieco est nommé au David di Donatello et au Ruban d'argent de la meilleure actrice dans un second rôle.
Diplômé de l'English National Ballet School de Londres en 2002, elle travaille comme professeur de danse et se produit comme danseuse dans diverses compagnies en Europe et aux États-Unis, notamment au sein de la Spellbound Company de Mauro Astolfi et pour l'association culturelle ArteStudio de Riccardo Vannuccini.
En 2016, elle joue le rôle d'une ballerine et proche amie d'Isabella Ragonese dans le drame Sole cuore amore de Daniele Vicari. Elle est également la chorégraphe des scènes de danse présente dans ce film.

## Filmographie
- 1997 : La Vie silencieuse de Marianna Ucria (Marianna Ucrìa) de Roberto Faenza
- 2016 : Sole cuore amore de Daniele Vicari

## Prix et distinctions notables
- Pour La Vie silencieuse de Marianna Ucria (Marianna Ucrìa) :
  - Nomination au David di Donatello de la meilleure actrice dans un second rôle en 1997.
  - Nomination au Ruban d'argent de la meilleure actrice dans un second rôle en 1998.